# Kriegsspital
Kriegsspital oder Notspital war die Bezeichnung für ein Militärspital (also ein Krankenhaus) zu Kriegszeiten. Verwendung fanden die Begriffe im österreichischen, schweizerischen und bayerischen Sprachraum. Oftmals wurden dazu Barackenlager errichtet oder bestehende Gebäude zur medizinischen Behandlung von Soldaten umfunktioniert. Insofern unterschieden sich Kriegs- und Notspitäler von Feldlazaretten. Heute üblich sind die Begriffe Militärkrankenhaus oder Lazarett.
Verwendung findet der Begriff bei:
- Kriegsspital (Ingolstadt)
- Kriegsspital (Wiener Neustadt)
- Kriegsspital (Neu-Ulm)
- Kriegsspital (Wien)